# Mariestads stad
Denna artikel handlar om den tidigare kommunen Mariestads stad. För orten se Mariestad, för dagens kommun, se Mariestads kommun.
Mariestads stad var en stad och kommun i Skaraborgs län.

## Administrativ historik
Mariestads stadsprivilegier undertecknades av hertig Karl den 9 oktober 1583 som döpte staden efter sin hustru Maria av Pfalz.
Staden blev en egen kommun, enligt Förordning om kommunalstyrelse i stad (SFS 1862:14) 1 januari 1863, då Sveriges kommunsystem infördes. Staden inkorporerade 1952 Leksbergs landskommun, innan den 1971 uppgick i den nybildade Mariestads kommun.

### Församlingar
I kyrkligt hänseende hörde staden till Mariestads församling och från 1 januari 1952 också till Leksbergs församling.

### Sockenkod
För registrerade fornfynd med mera så återfinns staden inom ett område definierat av sockenkod 1985 som motsvarar den omfattning staden hade kring 1950.

## Stadsvapnet
Blasonering: I fält av guld en av vågskuror bildad, sänkt blå ginbalk och däröver en uppstigande röd tjur.
Vapnet fastställdes av Kungl Maj:t 1934 och går tillbaka på ett sigill från 1583. 

## Geografi
Mariestads stad omfattade den 1 januari 1952 en areal av 41,43 km², varav 41,05 km² land.

### Tätorter i staden 1960
| Tätort    | Folkmängd |
| --------- | --------- |
| Mariestad | 10 419    |
| Radbyn    | 467       |

Tätortsgraden i staden var den 1 november 1960 91,8 procent.

## Befolkningsutveckling
| Befolkningsutvecklingen i Mariestads stad 1805–1970 | Befolkningsutvecklingen i Mariestads stad 1805–1970 | Befolkningsutvecklingen i Mariestads stad 1805–1970 | Befolkningsutvecklingen i Mariestads stad 1805–1970 | Befolkningsutvecklingen i Mariestads stad 1805–1970 |
| --- | --------------------------------------------------- | --------------------------------------------------- | --------------------------------------------------- | --------------------------------------------------- |
| |                                                     |                                                     |                                                     |                                                     |
| År |                                                     |                                                     | Folkmängd                                           |                                                     |
| 1805 | 1805                                                |                                                     | 1 101                                               |                                                     |
| 1810 | 1810                                                |                                                     | 1 044                                               |                                                     |
| 1820 | 1820                                                |                                                     | 1 338                                               |                                                     |
| 1830 | 1830                                                |                                                     | 1 542                                               |                                                     |
| 1840 | 1840                                                |                                                     | 1 609                                               |                                                     |
| 1850 | 1850                                                |                                                     | 2 059                                               |                                                     |
| 1860 | 1860                                                |                                                     | 2 277                                               |                                                     |
| 1870 | 1870                                                |                                                     | 2 354                                               |                                                     |
| 1880 | 1880                                                |                                                     | 2 658                                               |                                                     |
| 1890 | 1890                                                |                                                     | 3 097                                               |                                                     |
| 1900 | 1900                                                |                                                     | 3 737                                               |                                                     |
| 1910 | 1910                                                |                                                     | 4 608                                               |                                                     |
| 1920 | 1920                                                |                                                     | 5 310                                               |                                                     |
| 1930 | 1930                                                |                                                     | 6 143                                               |                                                     |
| 1935 | 1935                                                |                                                     | 6 315                                               |                                                     |
| 1940 | 1940                                                |                                                     | 6 507                                               |                                                     |
| 1945 | 1945                                                |                                                     | 7 091                                               |                                                     |
| 1950 | 1950                                                |                                                     | 9 599                                               |                                                     |
| 1955 | 1955                                                |                                                     | 10 100                                              |                                                     |
| 1960 | 1960                                                |                                                     | 11 864                                              |                                                     |
| 1965 | 1965                                                |                                                     | 14 779                                              |                                                     |
| 1970 | 1970                                                |                                                     | 17 112                                              |                                                     |
| Anm: 1952 inkorporerades Leksbergs landskommun. För åren 1805-1945: befolkning enligt folkräkning 31 december enligt den administrativa indelningen den 1 januari följande år. 1950 avser befolkning enligt folkräkning den 31 december enligt den administrativa indelningen den 1 januari 1952. 1955 avser den kyrkobokförda befolkningen den 31 december enligt den administrativa indelningen den 1 januari följande år. 1960 och 1965 avser befolkning enligt folkräkning den 1 november enligt den administrativa indelningen den 1 januari följande år. 1970 avser befolkning enligt folkräkning den 1 november i det område som Mariestads stad omfattade när den ombildades till Mariestads kommun 1 januari 1971. |                                                     |                                                     |                                                     |                                                     |

## Politik

### Mandatfördelning i valen 1919–1966
| 2 | 8 | 8 | 12 |

| 28 |

|  | 9 | 6 | 14 |

| 29 |

|  | 9 | 6 | 14 |

| 28 |

| 12 | 6 | 12 |

| 29 |

| 13 |  | 5 | 11 |

| 28 |

| 2 | 12 |  | 4 | 11 |

| 29 |

| 2 | 14 | 6 | 8 |

| 28 |

| 2 | 13 | 8 | 7 |

| 26 |

| 3 | 12 | 8 | 7 |

| 25 | 5 |

|  | 18 | 10 | 6 |

| 30 | 5 |

|  | 17 | 10 | 7 |

| 30 | 5 |

|  | 16 |  | 8 | 9 |

| 29 | 6 |

|  | 18 | 2 | 8 | 6 |

| 28 | 7 |

| 2 | 14 | 4 | 8 |  | 6 |

| 29 | 6 |

## Rådhusrätten
Staden hade egen jurisdiktion med magistrat och rådhusrätt som ingick i domkretsen för Göta hovrätt. Rådhusrätten och magistraten upphörde 1 januari 1959 och staden överfördes till Vadsbo domsaga och Vadsbo domsagas tingslag.

### Borgmästare
| Ämbetstid | Namn                   | Levnadsår | Anmärkning                                       |
| --------- | ---------------------- | --------- | ------------------------------------------------ |
| 1895–1924 | Lars Brock             | 1863–1924 |                                                  |
| 1925–1958 | Oscar Arild Danielsson | 1891–1974 | även magistratssekreterare och notarius publicus |

### Rådmän
| Ämbetstid          | Namn                        | Levnadsår | Anmärkning                            |
| ------------------ | --------------------------- | --------- | ------------------------------------- |
| 1750–tal–1791      | Johan Sorbon                | 1729-1791 | Även vice borgmästare och riksdagsman |
| 1922–tidigast 1931 | Anders Alfred Anderson      | 1867-???? |                                       |
| 1929–tidigast 1931 | Erik Olof Alexander Hellman | 1900-1982 |                                       |
| 1929–tidigast 1948 | Per Johannes Carlander      | 1882-???? |                                       |